# Liste der Biografien/Horg
Liste der Biografien |
Portal Biografien |
Personensuche
# |
A |
B |
C |
D |
E |
F |
G |
H |
I |
J |
K |
L |
M |
N |
O |
P |
Q |
R |
S |
T |
U |
V |
W |
X |
Y |
Z |
?
 
Ha |
Hd |
He |
Hi |
Hj |
Hk |
Hl |
Hm |
Hn |
Ho |
Hr |
Hs |
Ht |
Hu |
Hv |
Hw |
Hy
 
Hoa |
Hob |
Hoc |
Hod |
Hoe |
Hof |
Hog–Hok |
Hol |
Hom |
Hon |
Hoo |
Hop |
Hoq |
Hor |
Hos |
Hot |
Hou |
Hov |
How |
Hox |
Hoy |
Hoz
 
Hora |
Horb |
Horc |
Hord |
Hore |
Horf |
Horg |
Horh |
Hori |
Horj |
Hork |
Horl |
Horm |
Horn |
Horo |
Horp |
Horr |
Hors |
Hort |
Horu |
Horv |
Horw |
Horx |
Hory |
Horz
Die Liste der Biografien führt alle Personen auf, die in der deutschsprachigen Wikipedia einen Artikel haben. Dieses ist eine Teilliste mit 20 Einträgen von Personen, deren Namen mit den Buchstaben „Horg“ beginnt.

## Horg

### Horga
- Horgan, Cara (* 1984), britische Schauspielerin
- Horgan, Daryl (* 1992), irischer Fußballspieler
- Horgan, Denis (1871–1922), irischer Kugelstoßer
- Horgan, John (* 1940), irischer Politiker, MdEP
- Horgan, John (* 1953), US-amerikanischer Wissenschaftsjournalist und Publizist
- Horgan, John (1959–2024), kanadischer Politiker
- Horgan, Michael (1934–2023), irischer Radrennfahrer
- Horgan, Patrick (* 1929), britisch-US-amerikanischer Schauspieler
- Horgan, Samuel (* 1987), neuseeländischer Straßenradrennfahrer
- Horgan, Séamus Patrick (* 1969), irischer Geistlicher, römisch-katholischer Erzbischof und Diplomat des Heiligen Stuhls
- Horgan, Shane (* 1978), irischer Rugbyspieler
- Horgan, Terence (* 1948), amerikanischer Philosoph

### Horge
- Horgen, Aksel (* 1996), norwegischer Handballspieler
- Hørger, Marten, deutscher DJ und ProduzentMarten Hørger

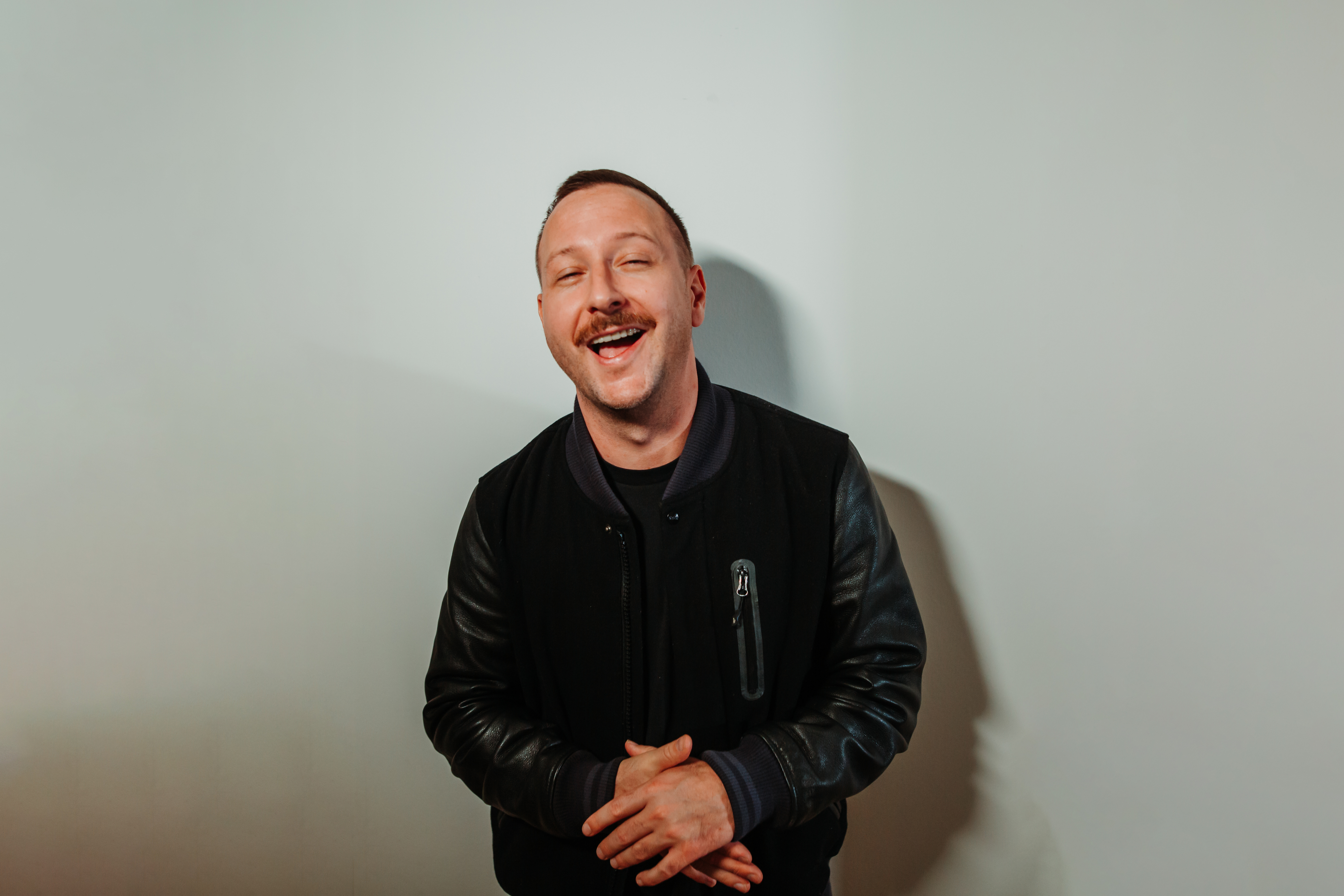
Marten Hørger

- Hörger, Stefan (* 1961), deutscher Degenfechter

### Horgh
- Horghagen, Reidar, norwegischer Heavy-Metal-Schlagzeuger

### Horgl
- Hörgl, Rainer (* 1957), deutscher Fußballtrainer

### Horgm
- Horgmo, Torstein (* 1987), norwegischer Snowboarder

### Horgo
- Horgos, Gyula (1920–1994), ungarischer kommunistischer Politiker

### Horgr
- Hörgren, Gustav (1899–1972), deutscher Fußballtorhüter